# Оттон III (герцог Померании)
Оттон III (29 мая 1444 — 7 или 8 сентября 1464, Иккермюнде) — герцог Померании-Штеттина из династии Грифичей (1451—1464).

## Биография
Единственный сын Иоахима (I) Младшего (ок. 1424—1451), герцога Померании-Штеттина (1435—1451), и Елизаветы Бранденбургской (1425—1465), дочери Иоанна Алхимика Бранденбург-Кульмбахского (1406—1464) и Барбары Саксен-Виттенбергской (1405—1465).
В 1451 году после смерти своего отца Иоахима Младшего 7-летний Оттон III унаследовал Щецинское герцогство. Первоначально фактическими правителями герцогства и регентами при малолетнем Оттоне были его мать Елизавета Бранденбургская и герцог Вартислав IX Вольгастский. Барбара Саксен-Виттенбергская находилась под влиянием своего брата, курфюрста бранденбургского Фридриха II Железного. Сам Оттон воспитывался при дворе своего дяди и опекуна бранденбургского курфюрста Фридриха II Железного.
В 1456 году Оттон III достиг совершеннолетия и стал управлять в герцогстве самостоятельно. В пользу этой даты свидетельствуют документы, которые молодой герцог закрепил собственной печатью.
В 1460 году города и места Штеттинского герцогства принесли присягу на верность Оттону III. Вероятно, Оттон III Щецинский, не имевший детей, назначил своим наследником дядю Альбрехта III Бранденбургского, князя Кульмбахского. Бранденбургский курфюрст Альбрехт III предоставил Оттону III помощь в борьбе за Слупское герцогство после смерти Эрика Померанского. Щецинский герцог Оттон III начал борьбу с герцогом Эриком II Вольгастским за Слупск. Оттон III занял западную часть Слупского герцогства (Грыфице, Камень-Поморский, Старгард-Щециньски, Лобез, Боркове Большое, Плоты, Добра и Новогард). Конфликт Оттона с Эриком также включал в себя экономический вопрос, особенно, борьба за главенство в торговле между морскими городами-портами Щецином и Старгардом (1454—1464). Оттон III поддерживал Щецин, а его соперник Эрик II помогал Старгарду до 1462 года.
Не успев жениться, 20-летний Оттон III скончался в сентябре 1464 года в Иккермюнде во время эпидемии чумы. Во время эпидемии в том же году также скончались его родственники Эртмар и Святобор, сыновья Вартислава X, герцога Бартского и Рюгенского. Оттон III был последним представителем щецинской линии династии Грифичей.
После смерти Оттона III герцоги Вольгастские начали борьбу за наследование Щецинского герцогства, на которое также претендовал бранденбургский курфюрст Фридрих II Железный (1440—1470). Фридрих II Железный уже 4 октября 1464 года стал титуловаться герцогом Щецинским, несмотря на то, что власть в Щецинском герцогстве захватили братья-герцоги Эрик II и Вартислав X Вольгастские. Конфликт за Щецинское наследство длился с перерывами до 1479 года. В результате Бранденбург смог включить в свой состав часть земель Щецинского герцогства, а герцоги Померании-Вольгаста вынуждены были принести оммаж императору Священной Римской империи.